# Armenier im Libanon

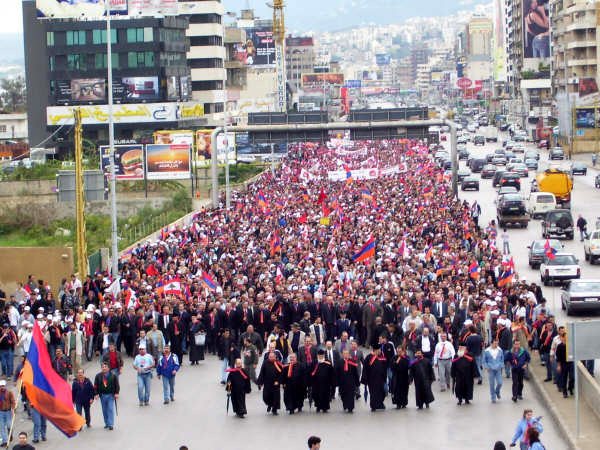
Rund 10.000 Armenier Libanons marschieren am 24. April 2006, dem 91. Jahrestag des Völkermords an den Armeniern, durch Beirut

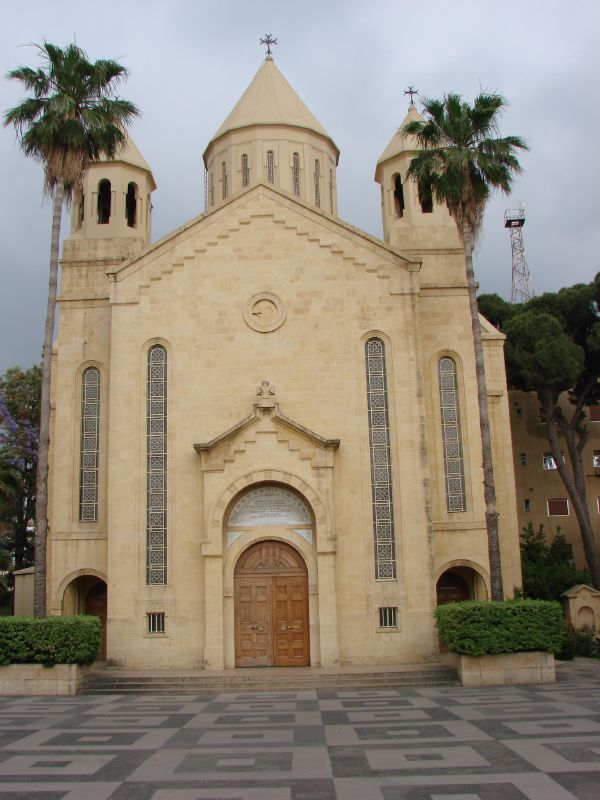
Kathedrale des Heiligen Gregor des Erleuchters (erbaut 1940), Katholikat von Kilikien in Antelias

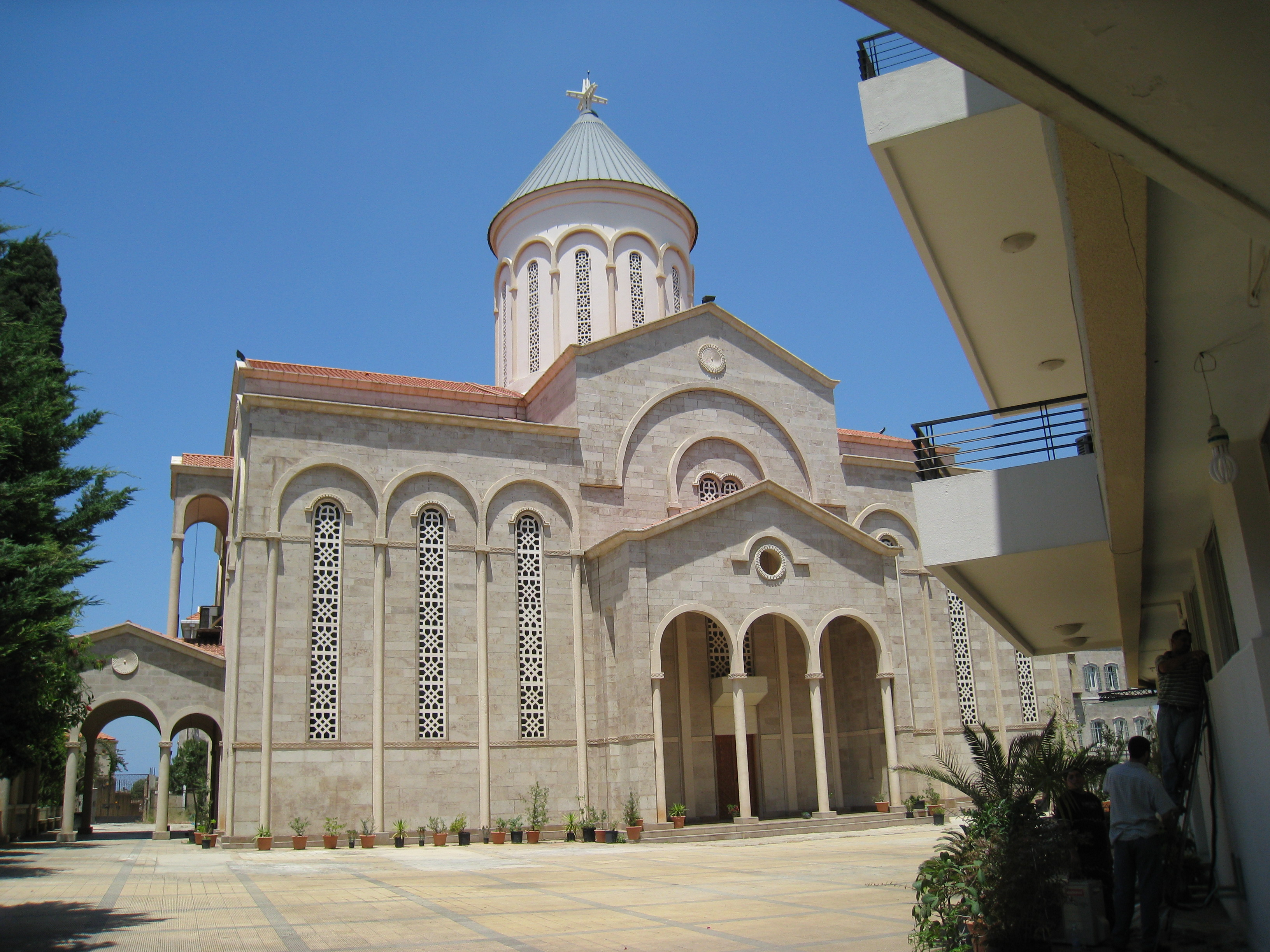
Kirche des Heiligen Zeichens (Surp Nshan), Beirut Stadtmitte, vor dem Grand Serail

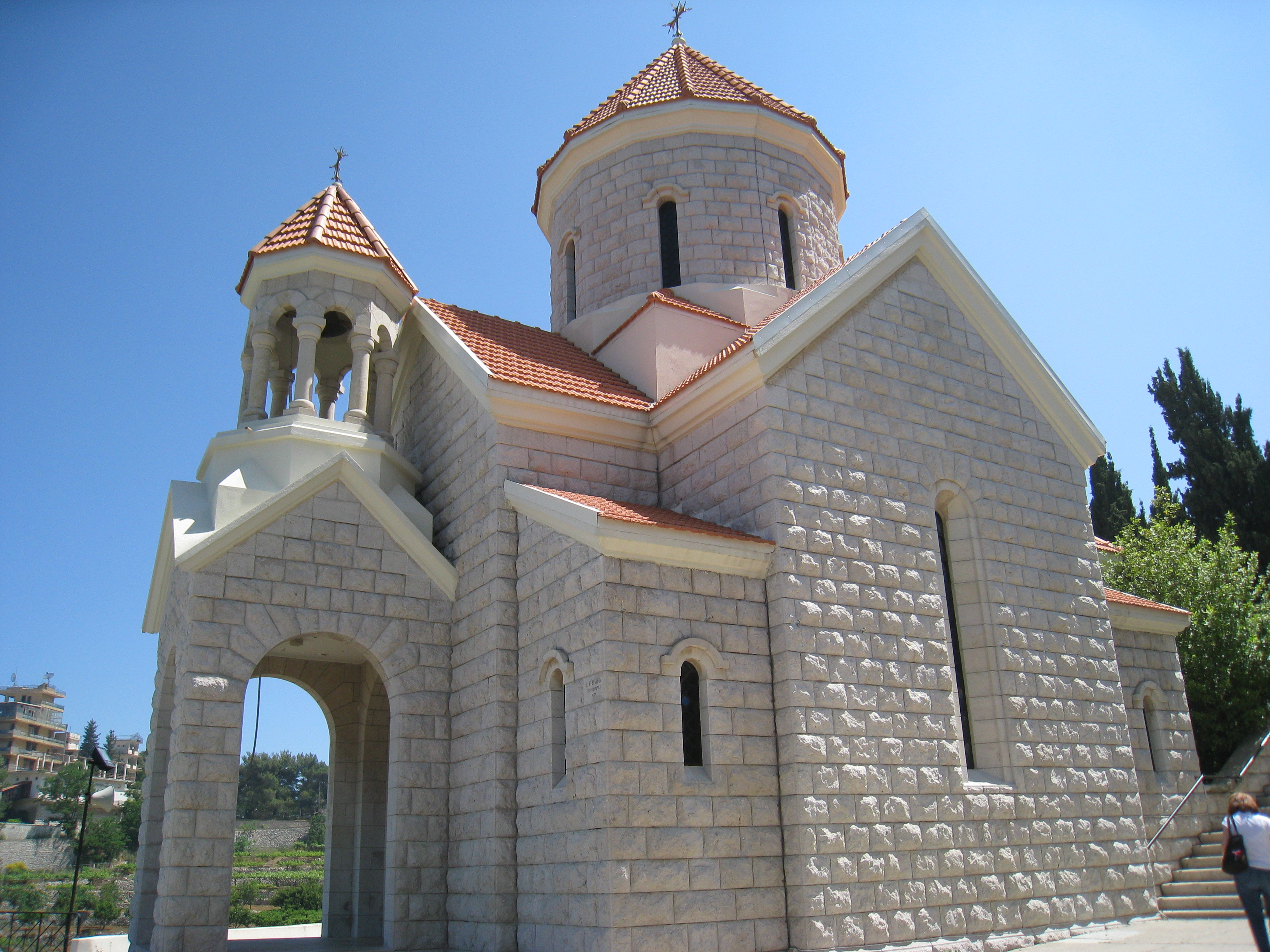
Kirche der Heiligen Muttergottes (Surp Asdvadzadzin), Armenisches Seminar in Bikfaya

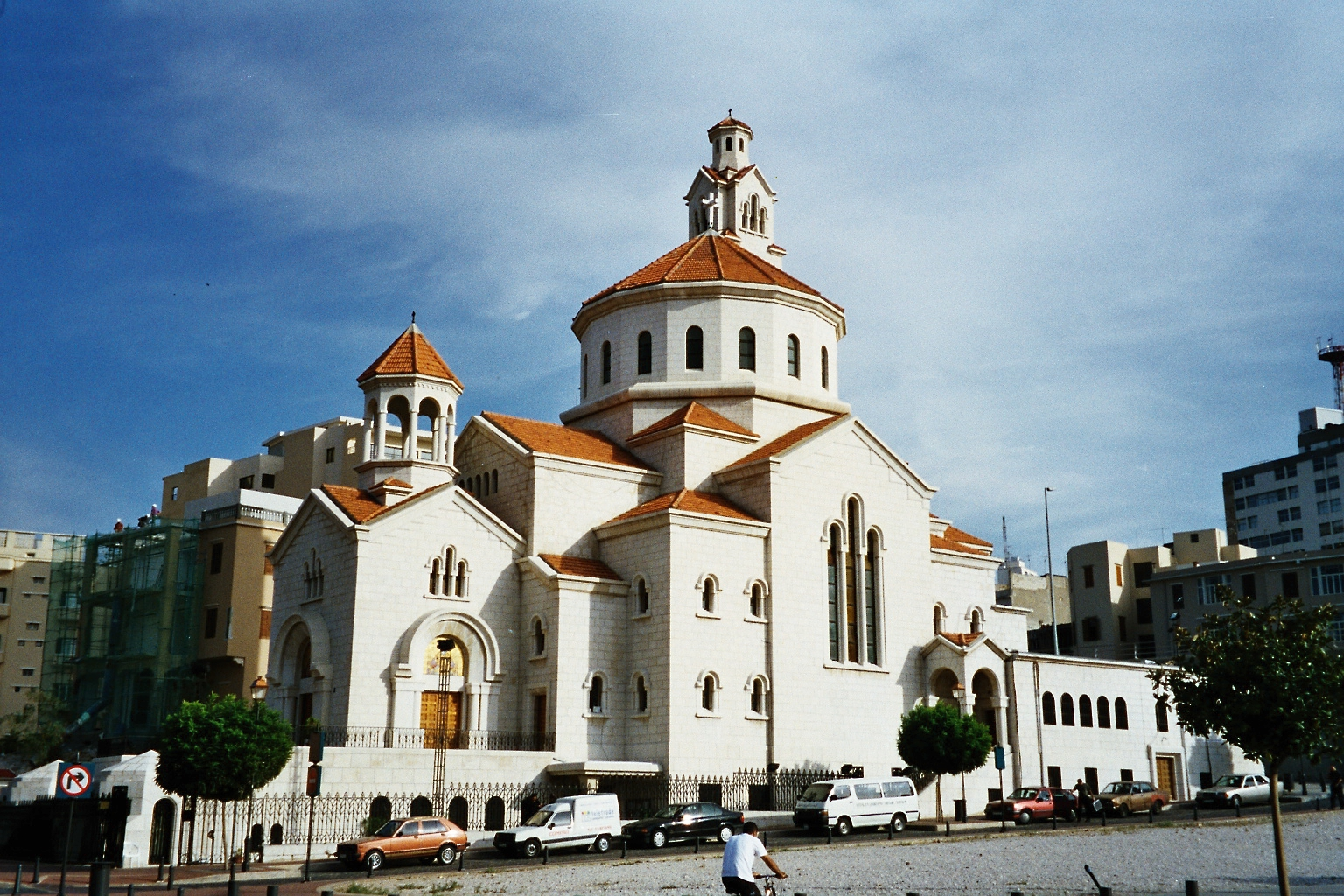
Armenisch-katholische Kirche des Heiligen Gregor des Erleuchters – St. Elie, Debbas-Platz, Beirut Stadtmitte

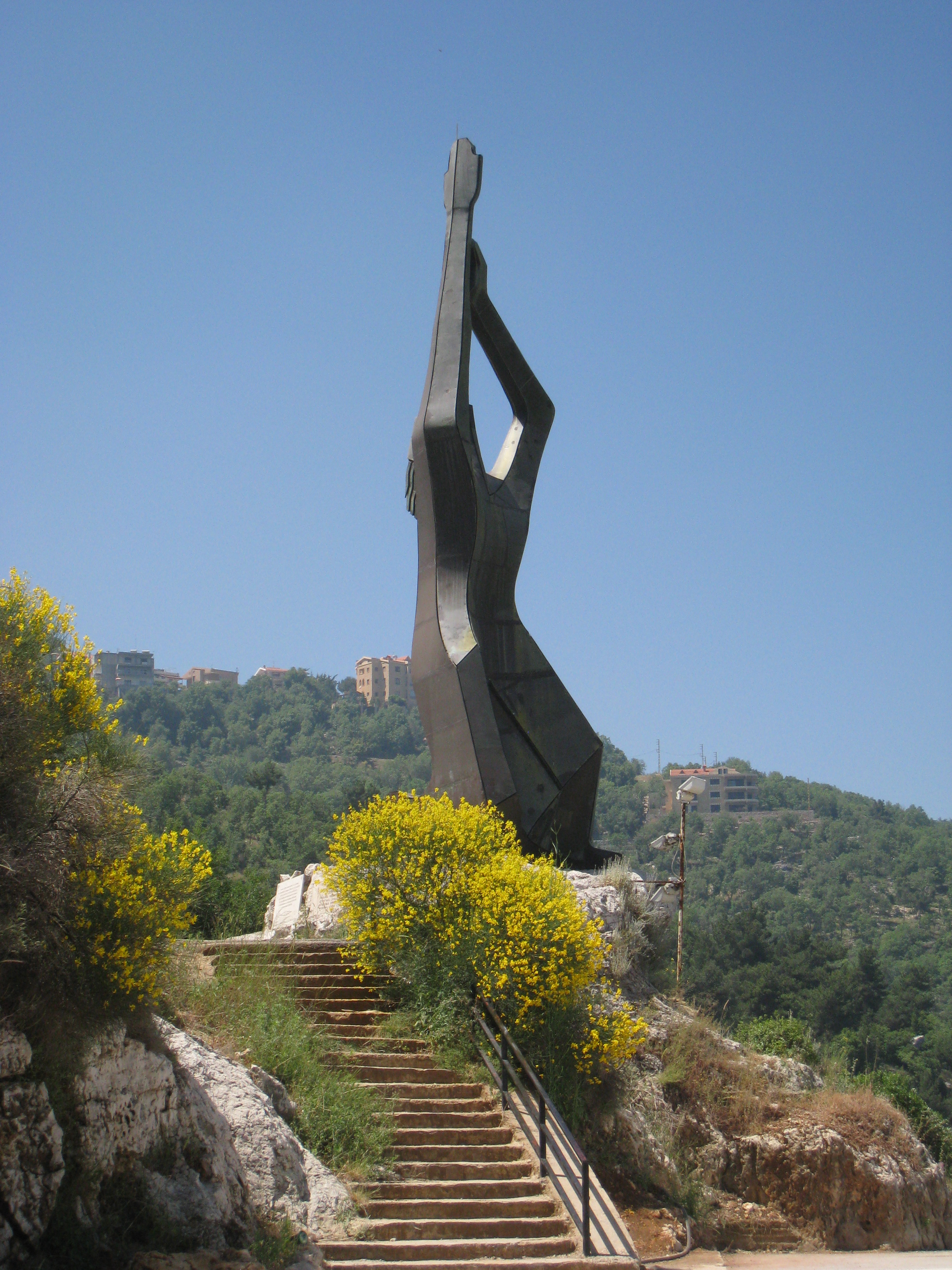
Armenisches Völkermordsdenkmal in Bikfaya (erbaut 1965)

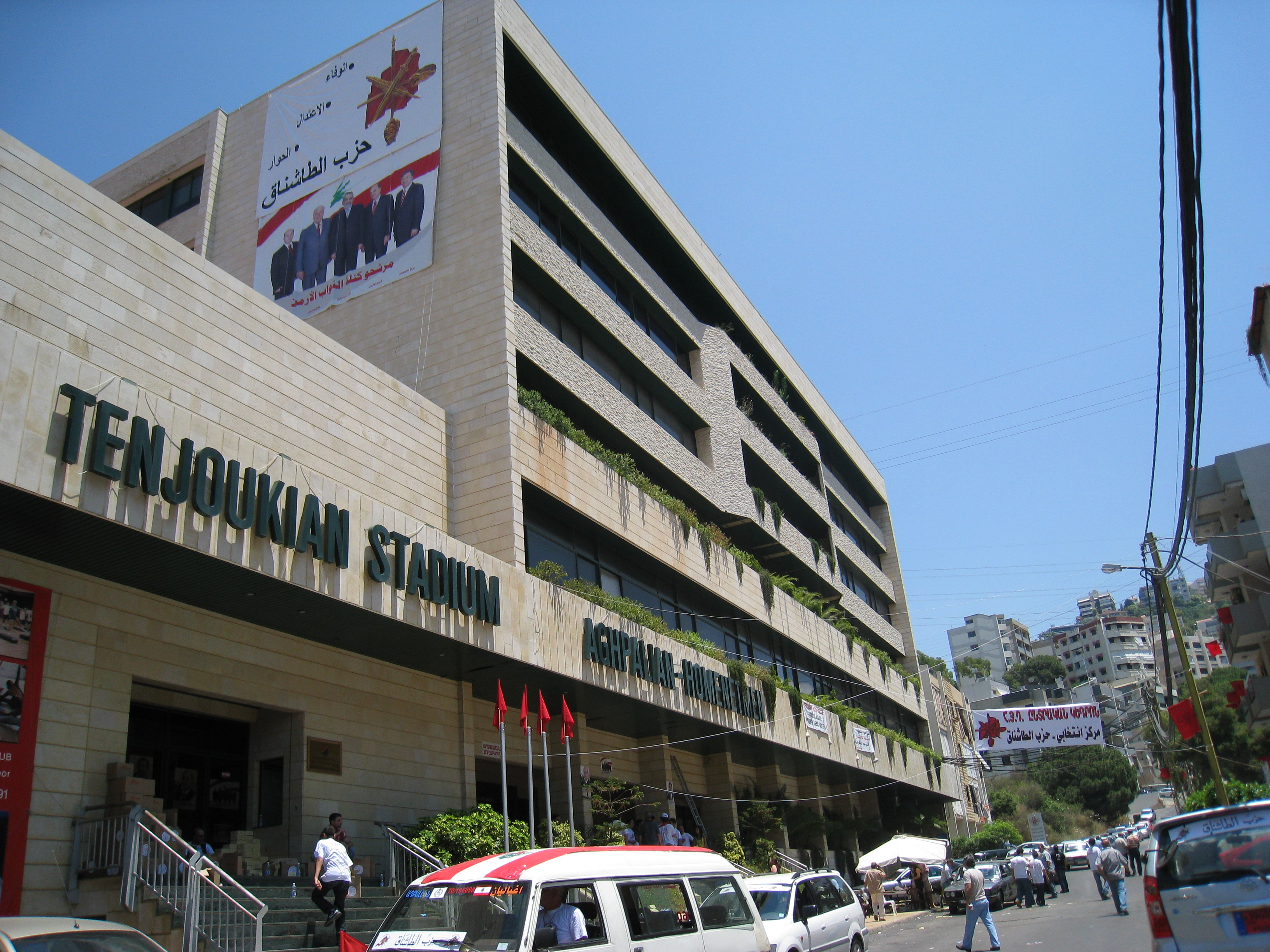
Sportclub Homenetmen Aghpalian und Tenjoukian-Stadion in Antelias

Die Armenier im Libanon (armenisch Լիբանանահայեր Lipananahajer, arabisch اللبنانيون الأرمن) sind libanesische Bürger oder Zugezogene armenischer Herkunft, die meist Westarmenisch als Muttersprache sprechen. Die armenische Gemeinde Libanons ist im Wesentlichen in der Zeit nach dem Großen Völkermord entstanden, als armenische Flüchtlinge im Libanon Zuflucht fanden.
Seit der einzigen Volkszählung in der Geschichte des Libanons von 1932 wurden die Volks- und Religionszugehörigkeiten im Land nicht mehr amtlich erfasst, doch gibt beispielsweise Al-Monitor die Zahl der Armenier im Libanon mit fast 150.000 Menschen an, was etwa vier Prozent der Bevölkerung ausmacht. Vor dem Libanesischen Bürgerkrieg war ihre Anzahl deutlich höher, hat aber seitdem durch Auswanderung abgenommen. Die Armenier Libanons sind unter den Gruppen der armenischen Diaspora diejenige mit dem größten Einfluss in ihrem Land. Die meisten Armenier Libanons gehören zur Armenischen Apostolischen Kirche, doch sind einige Mitglieder der armenisch-katholischen oder der armenisch-evangelischen Kirche.

## Geschichte
Bis zur Zeit des Osmanischen Reiches gab es im heutigen Libanon nur sehr wenige Armenier. Dies änderte sich vor allem nach dem Völkermord an den Armeniern ab 1915, als überlebende Armenier im Stadtteil Karantina der libanesischen Metropole Beirut und später im benachbarten Bourj Hammoud Unterkunft fanden.
Als 1939 die französische Mandatsmacht für Syrien und Libanon das syrische Gebiet von Alexandretta zunächst dem Staat Hatay und dann der Türkei überließ, floh ein Großteil der Bewohner (sämtliche Armenier bis auf jene in Vakıflı) aus diesem Gebiet, wobei sich viele Armenier und andere orientalische Christen im libanesischen Bekaa-Tal niederließen. Die vom Moses-Berg geflohenen Armenier gründeten 1939 die Kleinstadt Anjar, die bis heute in Gänze christlich und armenischsprachig ist. Einige der provisorischen Flüchtlingslager für Armenier sollten später als Lager für palästinensische Flüchtlinge dienen.
Während des Libanesischen Bürgerkriegs taten die Armenier in Bourj Hammoud und Anjar alles, um neutral zu bleiben. So blieb Bourj Hammoud stärker als andere Stadtteile Beiruts von Kriegshandlungen verschont. Es gab im Libanon einige bewaffnete armenische Organisationen wie die Asala mit ihren später miteinander verfeindeten Anführern Hagop Hagopian und Monte Melkonian, die Gerechtigkeitskommandos des armenischen Völkermords (JCAG) und die Armenische Revolutionäre Armee (ARA), die das Land als Operationsbasis nutzten.
Auf Antrag der sechs armenischen Abgeordneten im libanesischen Parlament verabschiedete dieses am 4. April 1997 einstimmig eine Resolution zur Anerkennung des Genozids an den Armeniern, womit der Libanon heute den Völkermord offiziell als solchen anerkennt. Vor Beginn des Bürgerkrieges 1975 lebten etwa 300.000 Einwohner im Libanon, heute ist es noch etwa die Hälfte: Viele sind in die USA, Kanada, Australien oder Frankreich ausgewandert, einige auch in das 1991 unabhängig gewordene Armenien.

## Siedlungsgebiete
Ein großer Teil der Armenier Libanons lebt im Beiruter Vorort Bourj Hammoud, der auch als das „Herz der Armenier“ von Libanon bezeichnet wird. Die über hunderttausend Menschen zählende Bevölkerung von Bourj Hammoud ist mehrheitlich armenisch und spricht Westarmenisch, doch leben hier auch andere Christen sowie einige Schiiten und Kurden. Im Zuge des libanesischen Bürgerkrieges setzte eine Auswanderungswelle ein. Seit dem Sturz Saddam Husseins und den hierauf folgenden bewaffneten Konflikten im Irak ab 2005 sowie dem Syrischen Bürgerkrieg ab 2011 hat Bourj Hammoud aber viele christliche Flüchtlinge aus diesen Ländern aufgenommen, insbesondere auch Armenier aus dem Irak und aus Syrien. Die Ankunft nicht-armenischer Immigranten und Flüchtlinge einerseits und Gentrifizierungstendenzen andererseits haben jedoch auch zu Missmut unter den ansässigen Armeniern in Bourj Hammoud geführt.
Ein noch heute praktisch rein armenischer Ort ist das 1939 von Flüchtlingen vom Moses-Berg gegründete Anjar im Bekaa-Tal, das allerdings nur noch etwa 2400 Einwohner hat.
Der Katholikos von Kilikien der armenisch-apostolischen Kirche hat seinen Sitz in Antelias und seine Sommerresidenz in Bikfaya. Das Patriarchat von Kilikien der armenisch-katholischen Kirche hat dagegen seinen Sitz im Kloster Bzommar. Ein armenisches Waisenhaus gibt es Jbeil (Byblos).

## Politische Repräsentation
Laut der derzeitigen libanesischen Verfassung sind von den 128 Sitzen des libanesischen Parlaments fünf Sitze für Angehörige der Armenischen Apostolischen Kirche und ein Sitz für einen armenischen Katholiken in folgenden Wahlkreisen bestimmt:
- ein armenisch-apostolischer und ein armenisch-katholischer Sitz Beirut I
- zwei armenisch-apostolische Sitze in Beirut II
- ein armenisch-apostolischer Sitz in Matn
- ein armenisch-apostolischer Sitz in Zahlé

Da viele Protestanten im Libanon ethnische Armenier sind, ist für den einzigen Parlamentssitz für die evangelische Gemeinde bisweilen ein Armenier gewählt worden, so dass es manchmal auch sieben armenische Abgeordnete im Libanesischen Parlament gegeben hat. In der Regierung Libanons hat es immer zumindest einen armenischen Minister gegeben, bei größeren Regierungen auch zwei.
Es gibt im Libanon drei wichtige armenische Parteien: die Armenische Revolutionäre Föderation (Taschnag), die Sozialdemokratische Huntschak-Partei (Huntschak) und die Demokratisch-Liberale Partei (Ramgawar).

## Bildungseinrichtungen

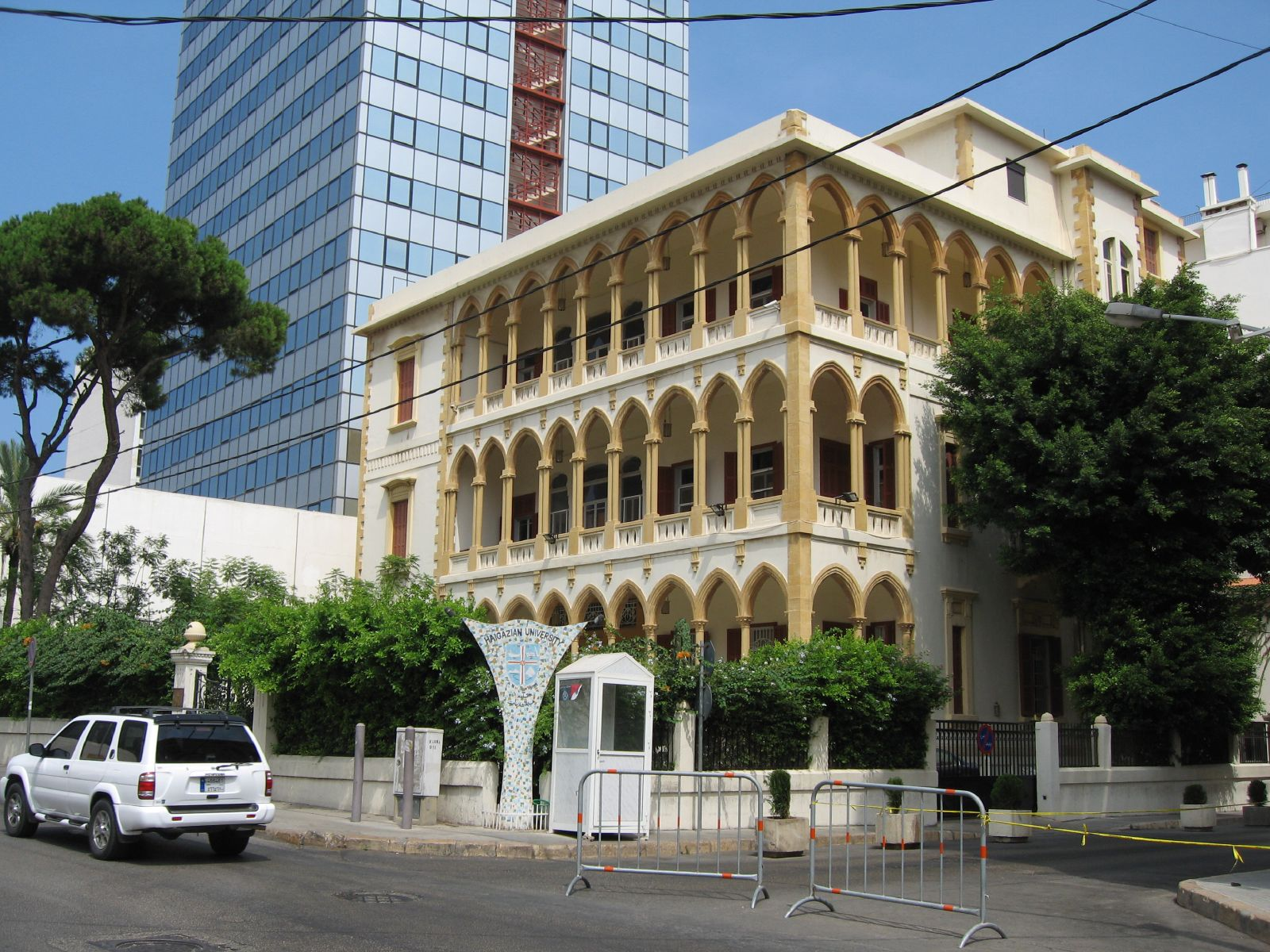
Campus der Haigazian-Universität in Beirut

Libanon ist das einzige Land mit einer armenischen Universität außerhalb Armeniens, der 1955 gegründeten Haigazian-Universität, deren Unterrichtssprache Englisch ist.
Die meisten armenischen Schulen werden von einer der drei armenischen Kirchen betrieben, einige allerdings von Kulturvereinen wie Hamazkayin und Armenische Allgemeine Wohltätigkeitsunion (AGBU).

## Medien

### Tageszeitungen
Die drei armenischen Tageszeitungen, die in Beirut erscheinen, sind Sprachrohre der drei traditionellen armenischen Parteien:
- Aztag ist die Tageszeitung der Armenischen Revolutionären Föderation (Taschnak) und wurde 1927 gegründet. Es gibt eine Online-Version auf Englisch und Arabisch.
- Ararad ist die Tageszeitung der Sozialdemokratischen Huntschak-Partei (Huntschak).
- Zartonk ist die Tageszeitung der Demokratisch-Liberalen Partei (Ramgawar) und wurde 1937 gegründet.

Die erste armenischsprachige Zeitung des Libanon war „Pyunik“, die 1927 durch Aztag ersetzt wurde.

### Wochen- und Monatszeitungen
Beispiele für armenische Wochen- und Monatszeitungen Libanons sind:
- Hasg, offizielles Organ des Katholikats von Kilikien der Armenischen Apostolischen Kirche
- Avedik, offizielles Organ der armenisch-katholischen Kirche
- Yeridasart Hayouhi (Frauen-Literaturzeitung), später Yeridasart Hay.
- Nor Gyank (Neues Leben), Lifestyle Magazine
- Gantch, armenische kommunistische Wochenzeitung (Teil der arabischsprachigen kommunistischen Zeitung „An Nidaa“)
- Khosnag, offizielles Organ der Armenischen Allgemeinen Wohltätigkeitsunion (AGBU)
- Pakine, Literatur und Kultur
- Shirak, Literatur und Kultur
- Spurk, Literatur und Kultur
- Massis, armenische Katholiken
- Badanegan Artsakank, armenisch-evangelisch, Jugend

### Akademische Jahrbücher
- Hasg Hayakidagan Hantes, Armenologisches Jahrbuch des Katholikats von Kilikien
- Haigazian Armenological Review, Armenologisches Jahrbuch der Haigazian-Universität

### Radio
Das libanesische Staatsradio strahlte frühzeitig tägliche Radiosendungen auf Armenisch auf seinem mehrsprachigen zweiten Kanal aus und tut dies bis heute. Während des Bürgerkriegs, wurden einige armenische Radiosender ohne Lizenz gegründet, manche mit 24-Stunden-Programm, darunter als Pionier Radio Paradise und später Vana Tsayn (Stimme von Van). Nachdem das libanesische Parlament hierzu Gesetze beschlossen hatte, mussten alle libanesischen Sender ohne Lizenz schließen. Heute gibt es zwei lizenzierte armenischsprachige Ganztagssender im Libanon: Vana Tsayn und Radio Sevan.

### Fernsehen
Gelegentliche armenischsprachige Fernsehsendungen hat es gelegentlich auf privaten und staatlichen Sendern gegeben. Im Libanesischen kooperierte der armenische Fernsehsender Paradise Television mit Radio Paradise in Bourj Hammoud, doch musste Paradise Television mangels erteilter Lizenz schließen. Die Sender Mustaqbal Television (Future Television) und OTV senden täglich 30-minütige Nachrichten und Kommentare auf Armenisch im Rahmen ihres regulären Programms.